# Performance and Cocktails
Performance and Cocktails — другий студійний альбом валлійського рок-гурту Stereophonics. Він був випущений на лейблі V2 8 березня 1999 року. Назва альбому походить від тексту першої пісні альбому «Roll Up and Shine», як і назва попереднього альбому «Word Gets Around» походить від тексту останньої пісні цього альбому.
Альбом мав несподіваний комерційний успіх для Stereophonics, але отримав змішані відгуки.

## Запис
Пісні були записані на Real World Studios у Баті, Паркгейті в Сассексі та Рокфілді в Монмуті.

## Обкладинка альбому
Знімок для обкладинки був зроблений Скарлет Пейдж восени 1998 року на футбольному полі під Westway у Лондоні, і був натхненний більш ранньою фотографією Енні Лейбовіц, на якій пара цілується біля в’язниці. Британський журналіст Тоні Баррелл у 2007 році провів широке дослідження, щоб знайти жіночу модель на першому плані. У Sunday Times 11 листопада 2007 року він розкрив раніше невідому особу моделі як 27-річної матері двох дітей Люсі Джоплін. В інтерв’ю Барреллу Джоплін пояснила, що «далекий погляд» її очей був результатом вечірнього вживання абсенту та опіуму, і що їй заплатили лише 75 фунтів стерлінгів готівкою за зйомку. Ім'я тодішнього 23-річного чоловіка-моделі - Кіпп Бернс, позичений у Mannique models, King's Road.

## Трек-лист
| #     | Назва                               | Тривалість |
| ----- | ----------------------------------- | ---------- |
| 1.    | «Roll Up and Shine»                 | 3:58       |
| 2.    | «The Bartender and the Thief»       | 2:54       |
| 3.    | «Hurry Up and Wait»                 | 4:40       |
| 4.    | «Pick a Part That's New»            | 3:34       |
| 5.    | «Just Looking»                      | 4:13       |
| 6.    | «Half the Lies You Tell Ain't True» | 2:56       |
| 7.    | «I Wouldn't Believe Your Radio»     | 3:50       |
| 8.    | «T-Shirt Sun Tan»                   | 4:05       |
| 9.    | «Is Yesterday, Tomorrow, Today?»    | 4:02       |
| 10.   | «A Minute Longer»                   | 3:46       |
| 11.   | «She Takes Her Clothes Off»         | 3:55       |
| 12.   | «Plastic California»                | 4:30       |
| 13.   | «I Stopped to Fill My Car Up»       | 4:29       |
| 50:35 |                                     |            |

## Перевипуск
24 серпня 2010 року Stereophonics оголосили на своєму веб-сайті, що Performance та Cocktails разом із Word Gets Around мають бути перевидані. Щоб супроводжувати перевидання, Stereophonics виконали всі пісні з обох альбомів у Hammersmith Apollo 17 і 18 жовтня 2010 року. Вони були випущені 18 жовтня 2010 року і складалися з двох форм:
Deluxe: оригінальний альбом на одному диску та бонусний компакт-диск із 12 бі-сайдами та рідкісними треками.
| CD 2 (B-Sides and rarities) | CD 2 (B-Sides and rarities)                                        | CD 2 (B-Sides and rarities)               | CD 2 (B-Sides and rarities) |
| #                           | Назва                                                              | Original release                          | Тривалість                  |
| --------------------------- | ------------------------------------------------------------------ | ----------------------------------------- | --------------------------- |
| 1.                          | «The Bartender and the Thief» (Live at Cardiff Castle)             |                                           | 3:28                        |
| 2.                          | «Sunny Afternoon»                                                  | B-side on "Just Looking"                  | 3:36                        |
| 3.                          | «Positively 4th Street»                                            | B-side on "Pick a Part That's New"        | 3:51                        |
| 4.                          | «Fiddlers Green»                                                   | B-side on "The Bartender and the Thief"   | 4:01                        |
| 5.                          | «Angie»                                                            | B-side on "Hurry Up and Wait"             | 4:19                        |
| 6.                          | «The Old Laughing Lady»                                            | B-side on "I Wouldn't Believe Your Radio" | 4:42                        |
| 7.                          | «Something in the Way»                                             | B-side on "Pick a Part That's New"        | 3:46                        |
| 8.                          | «Half the Lies You Tell Ain't True» (Live at the Belfort Festival) |                                           | 3:02                        |
| 9.                          | «She Takes Her Clothes Off» (Live at the Hippodrome)               |                                           | 3:57                        |
| 10.                         | «Roll Up and Shine» (Live at the Hippodrome)                       |                                           | 3:47                        |
| 11.                         | «Local Boy in the Photograph» (Live for BBC Radio 1)               | B-side on "Just Looking"                  | 4:15                        |
| 12.                         | «Just Looking» (Live at the Hippodrome)                            |                                           | 4:31                        |
| 47:15                       |                                                                    |                                           |                             |

Super-deluxe : Альбом на одному диску (як зазначено вище) і двох бонусних компакт-дисках (один із 15 бі-сторонами, а інший містить 10 рідкісних треків), арткартки та копія записника Келлі Джонс.
| CD 2 (B-Sides) | CD 2 (B-Sides)                                              | CD 2 (B-Sides)                            | CD 2 (B-Sides) |
| #              | Назва                                                       | Original release                          | Тривалість     |
| -------------- | ----------------------------------------------------------- | ----------------------------------------- | -------------- |
| 1.             | «Sunny Afternoon»                                           | B-side on "Just Looking"                  |                |
| 2.             | «Positively 4th Street»                                     | B-side on "Pick a Part That's New"        |                |
| 3.             | «Fiddlers Green»                                            | B-side on "The Bartender and the Thief"   |                |
| 4.             | «The Old Laughing Lady»                                     | B-side on "I Wouldn't Believe Your Radio" |                |
| 5.             | «Angie»                                                     | B-side on "Hurry Up and Wait"             |                |
| 6.             | «Something in the Way»                                      | B-side on "Pick a Part That's New"        |                |
| 7.             | «Local Boy in the Photograph» (Live for BBC Radio 1)        | B-side on "Just Looking"                  |                |
| 8.             | «Same Size Feet» (Live for BBC Radio 1)                     | B-side on "Just Looking"                  |                |
| 9.             | «In My Day»                                                 | B-side on "Pick a Part That's New"        |                |
| 10.            | «The Bartender and the Thief» (Live at Cardiff Castle)      | B-side on "The Bartender and the Thief"   |                |
| 11.            | «Raymond's Shop» (Live at Cardiff Castle)                   | B-side on "The Bartender and the Thief"   |                |
| 12.            | «T-Shirt Sun Tan» (Live at Morfa Stadium)                   | B-side on "I Wouldn't Believe Your Radio" |                |
| 13.            | «I Wouldn't Believe Your Radio» (with Stuart Cable singing) | B-side on "Hurry Up and Wait"             |                |
| 14.            | «Postmen Do Not Make Great Movie Heroes»                    | B-side on "Just Looking"                  |                |
| 15.            | «Nice to Be Out» (Demo)                                     | B-side on "Pick a Part That's New"        |                |

| CD 3 (Rarities) | CD 3 (Rarities)                                                    | CD 3 (Rarities) |
| #               | Назва                                                              | Тривалість      |
| --------------- | ------------------------------------------------------------------ | --------------- |
| 1.              | «Roll Up and Shine» (Live at the Hippodrome, 1 March 1999)         |                 |
| 2.              | «Just Looking» (Live at the Hippodrome, 1 March 1999)              |                 |
| 3.              | «Half the Lies You Tell Ain't True» (Live at Belfort Festival)     |                 |
| 4.              | «She Takes Her Clothes Off» (Live at the Hippodrome, 1 March 1999) |                 |
| 5.              | «The Bartender and the Thief» (Live at Newcastle Uni, 1998)        |                 |
| 6.              | «Is Yesterday, Tomorrow, Today?» (Live at Newcastle Uni, 1998)     |                 |
| 7.              | «Pick a Part That's New» (BBC acoustic session 1999)               |                 |
| 8.              | «I Wouldn't Believe Your Radio» (BBC acoustic session 1999)        |                 |
| 9.              | «Plastic California» (Live at the Hippodrome, 1 March 1999)        |                 |
| 10.             | «Sunny Afternoon» (Live at Morfa Stadium 1999)                     |                 |

| Stereophonics - Келлі Джонс – вокал, гитара - Річард Джонс – бас гитара - Стюарт Кейбл – барабани Додатково - Marshall Bird – hammond, Rhodes piano, піаніно, mellotron - Astrid – бек-вокал у "I Stopped to Fill My Car Up" | Технічні - Bird & Bush – продюсер, engineer, mixing on "She Takes Her Clothes Off" - Al Clay – mixing - Ian Cooper – мастерінг |

## Сертифікати
| Регіон                                                                                          | Сертифікація  | Продажі    |
| ----------------------------------------------------------------------------------------------- | ------------- | ---------- |
| Велика Британія (BPI)                                                                           | 6× Платиновий | 1,804,810  |
| Європа (IFPI)                                                                                   | Платиновий    | 1 000 000* |
| *продажі, що базуються лише на сертифікаціях ^відвантаження, що базуються лише на сертифікаціях |               |            |